# خستگی خوردگی
خستگی خوردگی (به انگلیسی: Corrosion fatigue) به تاثیر همزمان خستگی و محیط‌های خورنده گفته می‌شود. خستگی خوردکی کاهش مقاومت خستگی قطعه به علت قرار گرفتن آن در محیط خورنده می باشد . خستگی خوردگی در تنش های با فرکانس پایین شدیدتر است . افزایش رشد ترک براثر کاهش فرکانس می تواند ناشی از عوامل الف)شکست هیروژنی ب)صورت گرفتن واکنش های خوردگی در نوک ترک باشد. خستگی خوردگی همچنین توسط نوع محیط خورنده ، مقدار اکسیژن ،درجه حرارت و PH محیط تحت تاثیر قرار می گیرد. برخلاف خستگی در هوای آزاد هنگامی که قطعه در یک محیط مستعد به خوردگی مانند آب دریا قرا می گیرد،ترک های چندگانه نزدیک پای جوش در نقاط حاد تنش ، تحت شرایط خستگی خوردگی به علت اثرات تمرکز تنش در کنار خوردگی حفره ای و عیوب جوش مشاهده می شود،این امر باعث پیوستن سریع ترک ها ورشد سریع تر ترک می شود که دلیل کاهش عمرخستگی در محیط خورنده می باشد.
منحنی خستگی، معمولاً منحنی S-N نامیده می شود که در آن S تنش اعمالی و N تعداد سیکل های منجر به شکست است. در آزمایش های خستگی، از طریق تعداد سیکل های مورد نیاز برای وقوع شکست بر حسب تنش، تنش دوره ای اعمال شده و حداکثر زمان لازم برای شکست را در دامنه های مختلف اندازه گیری می کنند. بنابراین خوردگی خستگی، به عبارتی کاهش مقاومت خستگی، در اثر وجود محیط خورنده است. لذا خوردگی خستگی بر مبنای ظاهر شکست، تعیین نمی‌شود، بلکه بر حسب خواص مکانیکی تعریف می شود. معمولاً سطح بزرگی از مقطع شکست توسط محصولات خوردگی پوشیده شده و قسمت کوچکی که در اثر شکست ترد به وجود آمده است، زبر و خشن است. باید توجه داشت که وجود محصولات خوردگی در محل شکست، لزوماً بر خوردگی خستگی دلالت ندارد. تاثیر خوردگی بر عمر خستگی را تنها می توان با آزمایش های خوردگی خستگی تعیین کرد.

## روش مکانیک شکست جهت مطالعه خستگی
در اوایل دهه1960 میلادی ، پاریس نشان داد که مکانیک شکست ، ابزاری مناسب جهت جهت تشریح گسترش ترک ناشی از خستگی می باشد . از آن زمان به بعد کاربرد مکانیک شکست در مسایل خستگی قابل ملاحظه بوده است . نرخ رشد خستگی را می توان توسط رابطه پاریس به شکل زیر نشان داد:
Da/dN=C(∆K)m
مقادیر پیشنهادی Dn V برای اتصالات جوشی سکوهای دریایی در معرض آب دریا که مستعد خوردگیست به نحوی است که m برابر 3.5 و با همچنین برای شرایط هوای آزاد m=3
و C=1.426*10^-11 پیشنهاد شده است . شکل اصلاح شده فرمول پاریس برای محیط دریایی به صورت زیر پیشنهاد شده است .
Da/dN=C.C(f).(∆K)m
که (C(f اثر فرکانس را در رابطه پاریس اعمال می کند.
کلسینل و لوکاس ، رابطه پاریس را برای در نظر گرفتن اثر آستانه که مرز شروع خستگی است به شکل زیر اصلاح کردند :
(Da/dN=C(∆Km-∆Kthm
که Δkth محدوده ضریب شدت تنش آستانه می باشد و در محیط خورنده تقریباً برابر صفر است . در واقع براثر تجزیه آندی، هیچ حد پایینی برای خوردگی وجود ندارد .

## اثر خوردگی بر دیاگرام S_N
اثر خوردگی برروی یک قطعه صاف در منحنی S_N پایین مشاهده می شود.
منحنی A رفتار خستگی مواد تست شده در هوا را نشان می دهد و حد خستگی در این منحنی با توجه به خط افقی دیده می شود و شکل B ,c هم رفتار خستگی همان قطعه در دو محیط خورنده مختلف را نشان می دهد . در منحنی B شکست خستگی در سطوح تنشی بالا اتفاق افتاده و حد خستگی دیگر دیده نمی‌شود در منحنی c کل نمودار به سمت چپ جابه جا شده که نشان دهنده این است که به طور معمول در استحکام خستگی پایین تر حد خستگی کاهش یافته و شیب استحکام بیشتر کاهش می یابد.
برای بررسی نیازمندی های تکنولوژی جدید مواد با استحکام بالا به وسیله عملیات حرارتی و آلیاژسازی توسعه پیدا کرده اند. می توان گفت که مواد با استحکام بالاتر حد خستگی آن ها بالاتر است . گرچه حضور قطعات در محیط های خورنده در حین تنش خستگی این مزیت را می تواند از بین ببرد در حالیکه حد خستگی معمولاً به سطوح تنشی برای یک سری از آلیاژها حساس نیست. این اثر به صورت شماتیکی برای فولادهای مختلف در شکل زیر نشان داده شده است که اثر تضعیف کننده محیط خورنده را نشان می دهد.

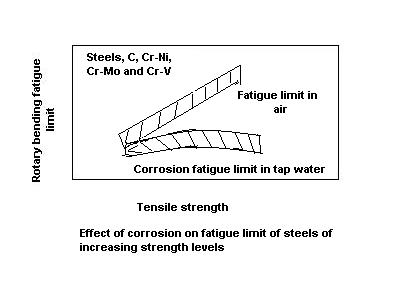

## مطالعات انتشار ترک در خستگی خوردگی
در تست خستگی نرمالِ نمونه‌های صاف، حدود ۹۰ درصد صرف جوانه زنی ترک و تنها ۱۰ درصد باقیمانده در رشد ترک صرف می‌شود. اما در خوردگی خستگی، جوانه زنی ترک به وسیله خوردگی تسهیل می‌شود. به طور معمول در این حالت حدود ۱۰ درصد برای این مرحله یعنی جوانه زنی کافی است و ما بقی (۹۰ درصد)صرف رشد ترک می‌شود.
بنابراین ارزیابی رفتار رشد ترک در طول خستگی خوردگی مفیدتر است.
مکانیک شکست از نمونه‌های پیش ترک خورده استفاده می‌کند و به طور موثر رفتار انتشار ترک را اندازه‌گیری می‌کند. به همین دلیل بر اندازه‌گیری سرعت انتشار ترک (با استفاده از مکانیک شکست)برای مطالعه خستگی خوردگی تاکید می‌شود. از آنجا که ترک خستگی در یک حالت پایدار، زیر فاکتور شدت تنش بحرانی برای شکست رشد می‌کند (چقرمگی شکست)، این فرایند، رشد ترک زیر بحرانی نامیده می‌شود. نمودار زیر رفتار رشد ترک خستگی را نشان می‌دهد.

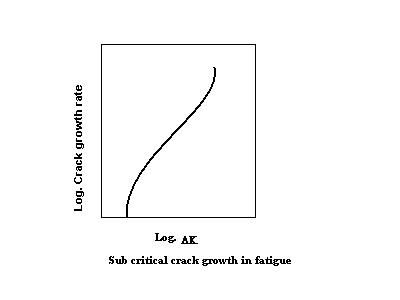
Sub critical fatigue crack growth

در این نمودار لگاریتمی-لگاریتمی، سرعت رشد ترک در برابر دامنه شدت تنش اعمال‌شده ترسیم می‌شود. به طور کلی یک محدوده شدت تنش آستانه وجود دارد که در زیر آن سرعت انتشار ترک ناچیز است. سه مرحله را می توان در این نمودار مشاهده کرد:
مرحله ی نزدیک به آستانه،که سرعت رشد ترک با افزایش دامنه شدت تنش افزایش می‌یابد. در ناحیه دوم، منحنی تقریباً خطی است و از قانون پاریس پیروی می‌کند. در ناحیه سوم سرعت رشد ترک با بالا رفتن تنش به سرعت افزایش می‌یابد تا جایی که منجر به شکست میشود.
انتشار ترک تحت خستگی خوردگی میتواند به صورت الف)خستگی خوردگی واقعی، ب)خستگی خوردگی تنشی یا ج)ترکیبی از هردو طبقه‌بندی شود.

### خستگی خوردگی واقعی
در خستگی خوردگی واقعی نرخ رشد ترک خستگی با خوردگی افزایش می‌یابد. این اثر در هر سه ناحیه نمودار نرخ رشد ترک خستگی دیده می‌شود. نمودار سمت چپ طرحی کلی از نرخ رشد ترک تحت خستگی خوردگی واقعی است. این منحنی در محیط خورنده به کم‌ترین مقدار ضریب شدت تنش شیفت پیدا میکند. آستانه و نقطه ی بحرانی در تمام ضرایب شدت تنش پایین تر (و سرعت رشد ترک بالاتر)است. شکست نمونه زمانی رخ می‌دهد که دامنه ضریب شدت - تنش برابر با ضریب شدت - آستانه قابل اعمال باشد.

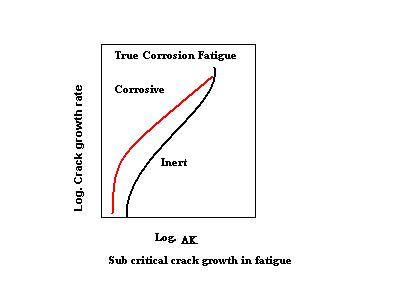
True corrosion fatigue

در هنگام بررسی اثرات خستگی خوردگی بر رشد ترک در یک محیط خاص، هم سطوح بار خوردگی و هم سطوح بار خستگی بر رشد ترک در درجات مختلف تاثیر می‌گذارند. انواع رایج خوردگی شامل حفره دار شدن، پوسته ریزی، بین دانه‌ای و... میباشد؛ هر کدام از آن‌ها به طور مجزا بر رشد ترک در یک ماده خاص تاثیر می‌گذارند. برای مثال، خوردگی حفره‌ای آسیب‌پذیرترین نوع خوردگی میباشد و عملکرد ماده را (با افزایش نرخ رشد ترک)بیش از هر نوع خوردگی دیگری کاهش می‌دهد؛ میزان تاثیر خوردگی بر نرخ رشد ترک نیز به میزان بار خستگی بستگی دارد.
برای مثال خوردگی می‌تواند باعث افزایش نرخ رشد ترک در بارهای کم نسبت به بارهای زیاد شود.

### خستگی خوردگی تنشی
در موادی که بیش‌ترین ضریب شدت تنش اعمال‌شده از مقدار آستانه ترک‌خوردگی خستگی خوردگی تنشی بیشتر است، خوردگی تنشی به سرعت رشد ترک می‌افزاید. در محیط خورنده، ترک به خاطر بارگذاری چرخه‌ای و سیکلی در محدوده شدت تنش کمتر رشد میکند. این در طرح کلی زیر نشان‌داده شده‌است.

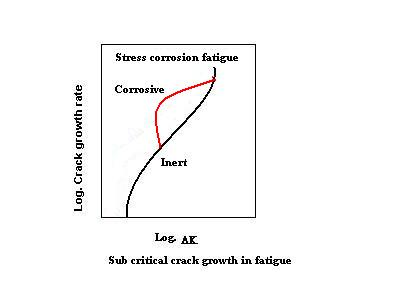
Stress corrosion fatigue

رشد ترک اضافی (خط قرمز) بالاتر از شدت تنش آستانه برای ترک خوردگی تنشی، ناشی از SCC رخ می‌دهد . نواحی با شدت تنش کم‌تر تحت‌تاثیر قرار نمی‌گیرند و دامنه شدت تنش آستانه برای گسترش ترک خستگی در محیط خورنده بدون تغییر باقی می‌ماند. در حالت کلی، رشد ترک خستگی خوردگی می‌تواند هر دو اثر بالا را نشان دهد. رفتار رشد ترک در طرح کلی زیر نشان‌داده شده‌است.

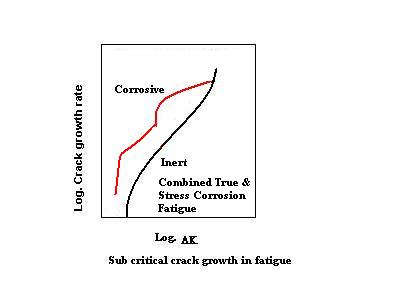
Combined True & Stress corrosion fatigue

## روش های جلوگیری از خوردگی خستگی
با روش های مختلف می توان از وقوع خوردگی خستگی جلوگیری نمود. اگرچه افزایش استحکام کششی فلز یا آلیاژ، عمر خستگی معمولی را بهبود می بخشد، ولی برای خوردگی خستگی مضر است. در حالتی که مقاومت در برابر خستگی مکانیکی مورد نظر باشد، آلیاژهایی که دارای استحکام کششی بالایی هستند، در برابر ایجاد و پیشرفت ترک مقاومت بیش تری از خود نشان می دهند.
باید توجه کرد که وقتی ترک خوردگی در یک فلز با استحکام کششی بالا شروع می شود، خیلی سریع تر رشد و پیش روی خواهد کرد تا در فلزاتی که استحکام کششی کم تری دارند. بنابراین در خوردگی خستگی، ترک ها به علت خورندگی محیط به سهولت ایجاد می شوند. لذا فلزات با مقاومت کششی بالا، مقاومت خوردگی خستگی کمتری خواهند داشت.
الف) کاهش مقدار تنش روی فلز: با کم کردن تنش روی فلز و یا تغییر طراحی جسم، اعمال عملیات حرارتی تنش گیری و یا ساچمه زنی به منظور ایجاد تنش های فشاری روی سطح، می توان خوردگی خستگی را کاهش یا به طور کامل حذف کرد.
ب) با استفاده از پوشش های سطحی از قبیل پوشش روی، کادمیم، نیکل، مس و نیتراته کردن می توان مقاومت به خوردگی خستگی قطعه را افزایش داد.
ج)وقتی ترک خوردگی خستگی اولیه برروی سطح ایجاد می شود عملیات هایی مانند آبکاری ، نیتریدینگ، ساچمه زنی ...میزان مقاومت سطح افزایش می یابد
د)افزودن عناصر آلیاژی افزودنی

## مطالعات بیشتر
خستگی خوردگی تقریباً از90سال پیش مورد مطالعه قرار گرفته که از جمله آن ها مطالعات مک آدام (Adam)1926) می باشد .
از دیگر مطالعات در زمینه خوردگی خستگی تحقیقات گوف(Gough) و ساپیوث(1932) و تامپسو(Thompso) و لوات (1956) می باشد که نشان می دهد اکسیژن محتوی آب ، عمر خستگی جامدات نرم را کاهش می دهد.
داکوت(Duquette) و اولیگ (Uhlig)نیز خستگی فولاد کم کربن را در شرایط طبیعی محلول 3درصد کلرید سدیم بررسی کردند .
فنگ هواکان و همکارانش (1986) نیز عمرخستگی خوردگی سکوهای دریایی را مورد مطالعه قرار دادند که از جمله نتایج پیشنهادی آن ها در نظرگیری اثر فرکانس برعمرخستگی خوردگی در شرایط محیط خورنده اب دریا بوده است
سازمانHSE نیز دربین سال های1990تا 2000در زمینه خستگی خوردگی اتصالات جوشی سکوهای دریایی تحقیقات گسترده ای انجام داده است.